# يونيون فينوسا
كانت شركة يونيون فينوسا، حتى استحواذها على شركة جاز ناتورال فنوسا، شركة إسبانية كبيرة مكرسة لإنتاج وتوزيع الغاز الطبيعي والكهرباء للمستخدمين النهائيين.
وقامت بتركيب 11.120 ميجاوات من الطاقة و 8.9 مليون عميل. كان المقر الرئيسي في مدريد وكان الرئيس بيدرو لوبيز خيمينيز. كانت الشركة في السابق جزءًا من مؤشر إيبكس 35، وهي جزء من مجموعة جاز ناتورال فنوسا.

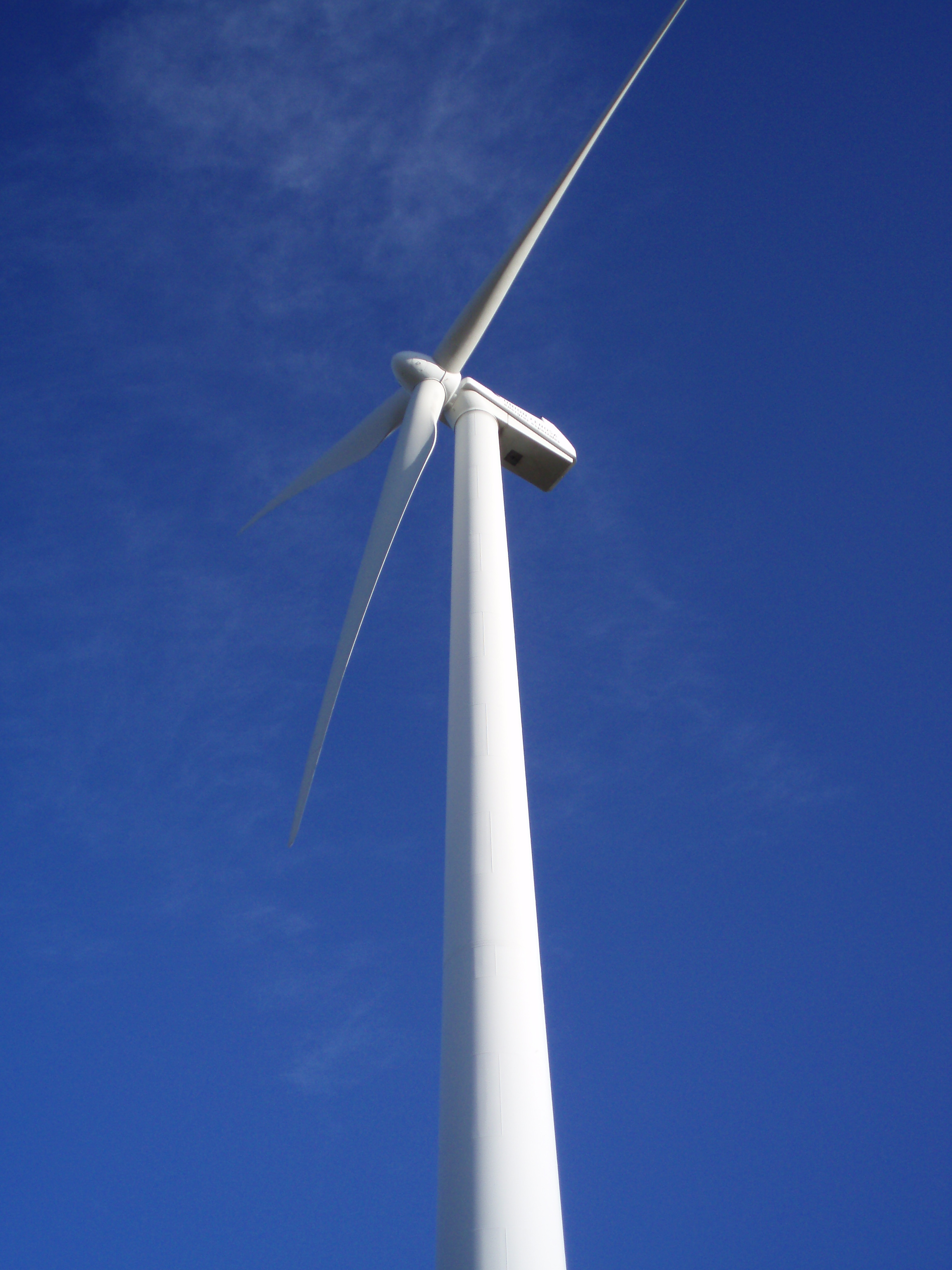
مولد الهواء يونيون فينوسا

## روابط خارجية
- موقع Unión Fenosa - باللغة الإسبانية (الشركة المنحلة في 2009).
- : Union Fenosa Investing in India "(2008)
- "نزاع Union Fenosa المستمر في غواتيمالا" (2010)